# Маклаков Микола Олексійович
Микола Олексійович Маклаков (21 вересня 1871, Москва — 5 вересня 1918, Москва) — державний діяч Російської імперії, монархіст, міністр внутрішніх справ у 1912—1915 роках, член Державної ради. Також Чернігівський губернатор, призначений за протекцією Петра Столипіна.

## Біографія
Народився 9 (21) вересня 1871 року у дворянській родині лікаря-окуліста, згодом професора офтальмології Олексія Миколайовича Маклакова. Брати: Василь (1869—1957), адвокат, член Державної думи від міста Москви; Олексій (1872—1918) — професор Московського університету, офтальмолог.
Закінчив історико-філологічний факультет Московського університету (1893). Служив у Міністерстві фінансів. Чиновник для особливих доручень при Московській казенній палаті (з 1894), потім — податний інспектор у Суздалі (з 1897) і Володимирі (з 1898), начальник відділення Тамбовської казенної палати (з 1900), директор Тамбовського губернського опікунного комітету, керуючий Полтавською казенною палатою (з 1906). Був головою комісії з прикраси міста до 200-річчя Полтавської битви. З 7 червня 1909 призначений П. А. Столипіним в.о. чернігівського губернатора. У 1909 році надано звання камергера Двора. Дійсний статський радник (1911). Перебував у конфлікті з чернігівським земством, яке звинувачувало його у тиску на вибори до Державної думи IV скликання.
З 16 грудня 1912 був призначений керуючим справами Міністерства внутрішніх справ, а 21 лютого 1913 затверджений на посаді міністра. На посаді міністра провів через законодавчі установи понад 150 законопроєктів, у тому числі про перетворення поліції, про друк, про перетворення статистичної частини МВС, про другий загальний перепис населення. Неодноразово виступав за розпуск Державної думи. Після початку Першої світової війни вніс 18 листопада 1914 року до Ради міністрів «Записку», в якій наполягав на обмеженні Земського та Міського союзів виключно справою «допомоги хворим та пораненим» та забороні їм займатися політикою. З 21 січня 1915 — член Державної ради і 5 червня 1915 був звільнений з посади міністра з залишенням членом Державної ради.
Брав участь у Петроградській нараді монархістів 21-23 листопада 1915, на якому був обраний до складу Ради монархічних з'їздів.
Противник існування Державної думи був пов'язаний з вкрай правими політичними діячами. Наприкінці 1916 року у листі до імператора Миколи II переконував його вжити «крутих заходів», тому що доля монархії перебуває в небезпеці. На початку лютого 1917 був викликаний в Петроград для складання маніфесту про розпуск Думи, розглядався Миколою II як диктатор з необмеженими повноваженнями.
Під час Лютневої революції 27 лютого 1917 року був заарештований, був ув'язнений у Петропавлівській фортеці. Допитувався Надзвичайною слідчою комісією Тимчасового уряду; 11 жовтня 1917 був переведений до лікарні Конасевича, де утримувався під охороною.
Влітку 1918 року був відправлений до Москви, де 5 вересня публічно розстріляний ВЧК у Петрівському парку першого дня після оголошення червоного терору. Разом з ним були розстріляні єпископ Єфрем (Кузнєцов), протоієрей Іоан Восторгов, голова Державної Ради І. Г. Щегловитів, сенатор С. П. Білецький, Міністр внутрішніх справ А. Н. Хвостів та ряд інших осіб.